# КНР в російсько-українській війні

## Стосунки із РФ

### Політична підтримка РФ
Від початку російської агресії влада КНР використовували тези російської пропаганди і поширювали російські колоніальні наративи, переважно підтримувала РФ у голосуваннях ООН.
2 березня 2014 року речник міністерства закордонних справ Цинь Ґан заявляючи про повагу до незалежності та суверенітету України, однак заявив, що «Китайська Народна Республіка засуджує нещодавнє екстремістське насильство в країні».
4 березня 2014 року президент Китаю Сі Цзіньпін у телефонній розмові з лідером держави-агресора Володимиром Путіним висловив упевненість у здатності Путіна досягти політичного рішення шляхом переговорів з усіма залученими сторонами. Він заявив, що Китай підтримує пропозиції та посередницькі зусилля міжнародного співтовариства щодо пом'якшення ситуації.
21 листопада 2014 року виконуючий обов'язки директора департаменту у справах Європи та Центральної Азії Міністерства закордонних справ Китаю Ґуй Конґоу заявив російським ЗМІ: «Ми проти того, щоб будь-яка національність здобула незалежність шляхом референдумів. Що стосується Криму, то вона має дуже відмінні особливості. Ми добре знаємо історію приєднання Криму… Китай з повним розумінням реагує на виклики та загрози, з якими зіткнулася Росія у зв'язку з українським питанням, і підтримує підхід Москви до його врегулювання».
2015 року російські бізнесові та фінансові установи помітили «неоднозначну позицію щодо російських банків після санкцій США та ЄС» з боку китайських фінансових установ, що на практиці означає зниження готовності китайських банків фінансувати торгівлю та здійснювати міжбанківські операції зі своїми контрагентами в Росії.
25 лютого 2022 року Китай утримався від голосування в Раді Безпеки ООН про засудження вторгнення. 2 березня американська газета The New York Times опублікувала статтю, в якій стверджується, що китайський уряд заздалегідь попереджав про вторгнення і попросив уряд Російської Федерації відкласти його до закінчення зимових Олімпійських ігор 2022 року. Уряд КНР спростував ці звинувачення, заявивши, що мета «такого роду риторики — відвернути увагу та перекласти звинувачення, що є абсолютно огидним».
На початку березня 2022 року журналіст Phoenix Television Лу Юйґуан був єдиним іноземним кореспондентом, який був приєднаний до передових російських сил.
18 березня 2022 лідер Китаю Сі Цзіньпін і президент США Джо Байден провели двогодинну зустріч на відео, на якому значною мірою відображений конфлікт в Україні. Американський Білий дім повідомив пресі після дзвінка, що Байден попередив Сі про «наслідки, якщо Китай надасть матеріальну підтримку Російській Федерації».
3 липня за словами кількох джерел, знайомих із перебігом розмови, які цитує South China Morning Post, у Китаї побоюються, що в разі поразки Росії Сполучені Штати повністю зосередять свою увагу на Пекіні, і міністр закордонних справ Китаю Ван Ї заявив представникам Європейського Союзу, що Пекін не може допустити поразки Росії у війні проти України.

### Торгівля і допомога в обході санкцій
31 грудня 2023 року була оприлюднена інформація про ріст у понад 800 % експорту засобів транспорту з КНР до РФ з моменту повномасштабного вторгнення. Впродовж 2023 року РФ поставила до Китаю рекордні 107,02 мільйона тонн сирої нафти, що еквівалентно 2,14 мільйона барелів на добу і стала найбільшим постачальником нафти до КНР.
24 липня 2024 року стало відомо що Гонконг став ключовим помічником Росії в обході санкцій. Зазначається, що після початку великої війни експорт Гонконгу до Росії впав, але потім протягом кількох місяців майже подвоївся порівняно з довоєнним. У жовтні 2022 року голова адміністрації Гонконгу Джон Лі заявив, що територія не буде дотримуватися глобальних санкцій проти Росії, а вже у 2023 році майже 40 % експорту з Гонконгу в Росію (750 млн дол з 2 млрд дол протягом серпня-грудня 2023 року) складали товари з переліку пріоритетних, що є життєво важливими для російської агресії. Серед них — напівпровідники й мікросхеми, які потрібні для виробництва високотехнологічної зброї та систем зв'язку.

### Підтримка російського ВПК
Згідно українському порталу даних іноземного обладнання, що застосовується агресорами у виробництві зброї, були помічені наступні компанії, що допомагали РФ: Acter Enterprises, Jiangsu J&H Industries, Teenking CNC Machinery, WEIHAI, Wuxi Kawe Intelligent Equipment.
25 лютого 2023 року стало відомо що поставки інтегральних схем з Китаю до РФ зросли з 74 млн доларів у 2021 році до 179 млн доларів у 2022. 28 лютого стало відомо що Китайська супутникова компанія надавала ПВК «Вагнер» аерознімки.
30 березня 2023 року міністр закордонних справ України Дмитро Кулеба заявив, що Китай запевнив, що не надаватиме РФ зброю. 15 квітня міністр закордонних справ КНР Цінь Ган заявив, що Китай не продаватиме зброю жодній зі сторін війни в Україні та посилить контроль за експортом товарів подвійного цивільного і військового призначення.
19 серпня 2023 року стало відомо про постачання 1000 дронів та 6 гелікоптерів з Китаю до РФ напередодні повномасштабного вторгнення.
КНР публічно заперечує надання будь-якої військової допомоги Росії, але тамтешні компанії, зокрема держпідприємства, продавали російським військовим продукцію подвійного призначення, стрілецьку зброю, дрони, навігаційне обладнання та захисне спорядження, йдеться у звіті Міноборони США про яке стало відомо у жовтні 2023. 2023 року на Китай припадало близько 90 % російського імпорту товарів, включених до списку пріоритетного експортного контролю країнами G7.
4 січня 2024 року стало відомо що постачання з КНР до РФ високотехнологічних верстатів зросли в десять разів після початку повномасштабного вторгнення в Україну.
У березні 2024 року Reuters опублікувало звіт американської розвідки щодо оцінки загроз у 2024 році. У ньому йшлося про економічну допомогу Росії з боку Китаю та зростання торгівлі між Китаєм і Росією з початку війни в Україні, зокрема з 2022 року більш ніж утричі збільшився експорт китайських товарів, які можуть бути використані у військових цілях.
6 квітня 2024 року стало відомо, що відповідно до інформації американської розвідки, Китай надає Росії усю потрібну розвідувальну інформацію, як використовується як у війні проти України, так і для моніторингу розміщення військ НАТО у Європі.
У липні стало відомо що КНР від липня 2022 року вдесятеро наростила поставки до РФ сучасних верстатів для виробництва зброї.
25 травня 2025 року Служба зовнішньої розвідки України зібрала та підтвердила дані про постачання Китаєм обладнання та компонентів для виробництва боєприпасів на підприємства російського оборонно-промислового комплексу.
«Є інформація, що Китай постачає верстати, спецхімію, порох і компоненти саме на підприємства військового призначення. Ми маємо підтверджені дані по 20 російських заводах. Крім того, за його словами, у 2024—2025 роках зафіксовано щонайменше п'ять фактів авіаційної співпраці з КНР. Йдеться про обладнання, запчастини та документацію. У шістьох випадках відбувалося постачання великих партій спецхімії.» — повідомив голова Служби зовнішньої розвідки України Олег Іващенко.
За інформацією Служби зовнішньої розвідки України, на початок 2025 року 80 % критичної електроніки для російських дронів — китайського походження.

#### Постачання зброї та техніки
19 серпня 2023 року стало відомо про постачання 1000 дронів та 6 гелікоптерів (з них 4 марки Airbus) з Китаю до РФ напередодні повномасштабного вторгнення. У листопаді 2023 року стало відомо про контракт на постачання 2 127 мото-всюдиходів AODES Desertcross 1000-3 для ЗС РФ. Також у 2023 році були помічені (могли бути придбані перед вторгненням) легкі броньовані машини ShaanXi Tiger у користуванні підрозділами Рамзана Кадирова.
22 травня 2024 року міністр оборони Великої Британії заявив що у його розвідки є інформація про постачання летальної зброї до РФ. У липні, згідно інформації від Bloomberg стало відомо що китайські та російські компанії розробляють безпілотник, що є аналогом іранського ударного дрона Shahed.
27 серпня 2024 року бронеавтомобілі Dongfeng EQ2091XFB були помічені у користуванні російськими військовими в Москві.
10 вересня 2024 року Заступник держсекретаря США Курт Кемпбелл заявив, що Китай безпосередньо допомагає російській військовій машині, підтримуючи її зусилля з ведення війни проти України. 27 вересня з посиланням на «західного посадовця» газета The Times повідомила, що захід отримав докази таємного постачання зброї до Росії з КНР — неназваної китайська компанія була помічена в поставках до Росії «низки спеціальних військових безпілотників», які застосовувались в Україні.
За даними Bloomberg станом на травень 2025 року, КНР скоротив продаж безпілотників в Європу, але продовжив постачати у РФ.
У травні 2025 року стало відомо, що росіяни отримали на озброєння лазерний комплекс ППО Silent Hunter. Він мав потужність 30 кВт, був встановлений на мобільній платформі і використовувся для збиття українських дронів.

### Участь громадян КНР у російській війні
Станом на весну 2025 року щонайменше 51 громадянин Китаю уклав контракт з армією РФ у 2023—2024 роках через призовний пункт у Москві, згідно інформації журналістів.

### Економічна та гуманітарна діяльність на окупованих РФ територіях
У лютому 2025 року стало відомо про щонайменше десяток приватних китайських компаній активно співпрацює з окупованими територіями Донеччини та Луганщини, постачаючи місцевим підприємствам або устаткування, або інші товари. Перші серйозні контакти китайських бізнесменів з підприємствами окупованих частин Донеччини та Луганщині відбулися навесні 2023 року. Тоді у Гуанчжоу відбулася виставка імпорту та експорту «Кантонський ярмарок». І як відзвітував окупаційний ресурс, участь в ньому взяв такий собі Артем Жихарєв, радник генерального директора так званої «державної» компанії Надра з «ДНР». Китайці зобов'язались супроводжувати пусконалагоджувальні роботи й виробничі процеси на новому заводі з виготовлення мінерального порошку у Каранському кар'єрі. Минулого року ця дробильно-сортувальна фабрика була введена в експлуатацію.
Восени 2023 року китайська співачка Ван Фан, у рамках візиту китайських «блогерів», заспівала пісню «Катюша» на будмайданчику будівлі, яку Росія зводить на місці Маріупольського драматичного театру. Після свого турне до Маріуполя китайські гості дали пресконференцію, під час якої Ван Фан розповідала про те, які гнів та обурення у неї викликали розповіді про злочини проти дітей із боку «українських нацистів». Поряд зі співачкою сидів її чоловік Чжоу Сяопін, відомий і впливовий китайський політик-антизахідник, член 14-го Національного комітету Народної політичної консультативної ради Китаю.
Інтерес бізнесменів із Піднебесної почав поширюватись і на залишки вугільної промисловості окупованої Донеччини. Так виробник гірничодобувної техніки Sany Heavy Industry поставив прохідницькі комбайни компанії Імпекс-Дон, яка має чотири шахти в захопленому росіянами регіоні: дві в Чистяковому (Торезі), у Сніжному, та в Хрестівці (Кіровському).
У 2025 році стало відомо що підприємці з Китайської Народної Республіки за підтримки Комуністичної партії Китаю заснували підприємство з виготовлення щебню та бетонний завод. У липні 2025 року стало відомо що в окупованому Росією Луганську може з'явитись приватна китайська школа. За повідомленням пропагандистських ресурсів, група активістів із Китаю планує відкрити навчальний заклад для своїх співгромадян, який працюватиме за російськими освітніми стандартами.

### Інше
27 листопада 2024 року в публікації The Wall Street Journal було заявлено що китайський суховантаж Yi Peng 3, на думку слідства, міг навмисне проволокти якір по дну Балтійського моря, аби пошкодити два кабелі зв'язку між Фінляндією, Литвою та Німеччиною. У грудні стало відомо що китайське судно, яке підозрюють у пошкодженні телекомунікаційних кабелів у Балтійському морі, діяло за вказівками російської розвідки.

## Стосунки із Україною
Уряд Китайської Народної Республіки не визнав анексію Криму Російською Федерацією і довів до органів центральної та регіональної влади країни інформацію про заборону контактів з окупаційною владою півострова.
2 березня 2014 року речник міністерства закордонних справ Цинь Ґан заявив, що Китайська Народна Республіка поважає незалежність, суверенітет та територіальну цілісність України. Він закликав усі сторони знайти рішення шляхом діалогу на основі міжнародного права та норм, що регулюють міжнародні відносини.
У березні 2015 року прем'єр-міністр Лі Кецян заявив, що Китай «поважає незалежність, суверенітет і територіальну цілісність України», і висловив надію на мирне вирішення конфлікту.

### Після 2022
Впродовж 2022—2024 КНР озвучувало абстрактні побажання щодо миру, розвиваючи торгівлю із РФ та підтримуючи при цьому тези російської пропаганди, які перекладають відповідальність за війну на США та НАТО.
25 лютого посольство КНР в Україні рекомендувало своїм громадянам покинути Україну, і вже 7 березня уряд Китаю заявив, що евакуював більшість громадян КНР з України.
26 лютого 2022 року п'ятеро китайських істориків підписали відкритий лист проти вторгнення, вказавши, що «великі катастрофи в історії часто починаються з локальних конфліктів». Однак лист був видалений з Інтернету китайською цензурою через три години.
1 березня міністри закордонних справ України та Китаю Дмитро Кулеба та Ван І провели перший телефонний розмову з початку вторгнення. Китайські ЗМІ повідомляють, що Ван сказав Кулебі, що він «надзвичайно стурбований» ризиком для цивільного населення і що необхідно «максимально полегшити ситуацію, щоб запобігти ескалації конфлікту». Як повідомлялося, Кулеба сказав, що Україна «з нетерпінням очікує, що Китай зіграє посередницьку роль у досягненні припинення вогню».
5 березня Ху Вей, віце-голова Центру досліджень публічної політики Офісу радників Державної ради, написав статтю, в якій стверджував, що «Китай повинен реагувати гнучко і робити стратегічний вибір, який відповідає його довгостроковим інтересам» і що «Китай не може бути прив'язаний до Путіна і його потрібно відрізати якомога швидше». 9 березня китайський лідер Сі Цзіньпін провів відеозустріч з президентом Франції Еммануелем Макроном і канцлером Німеччини Олафом Шольцом, на якій заявив, що Китаю «болить, коли в Європі знову спалахнуло полум'я війни», і закликав три країни сприяти миру. переговори між Російською Федерацією та Україною.

### Обмеження торгівлі з Україною
У липні 2023 року Китай оголосив про заборону експорту дронів військового призначення в Україну (також було заявлено про аналогічний крок щодо РФ).
Починаючи з 1 вересня 2024 року експорт з Китаю до України підлягає ще суворішим перевіркам. Товари, що підлягають забороні у посилках поштового формату, не будуть доступні для авіа та морської доставки. До переліку заборонених товарів увійшли: карбонова рама для квадрокоптера, карбоновий промінь для квадрокоптера, квадрокоптер, мотор для квадрокоптера, набір комплектуючих для квадрокоптера, набір рам для квадрокоптерів, навігаційна камера для квадрокоптера, політний контролер для квадрокоптера, посадочні шасі для квадрокоптера, пропелер для квадрокоптера, рама для квадрокоптера, підсилювач сигналу для пульта квадрокоптера, цифрова система передачі даних для квадрокоптера, детектор цифрової радіокомунікації, радіосистема, радіостанція, рація портативна, система передачі відеосигналу по радіоканалу, РЕБ системи, мисливські ножі.
9 грудня 2024 року стало відомо що Китай обмежив експорт ключових компонентів для безпілотників в США та Європу, що також впливає на постачання в Україну.

### Санкції
15 березня 2022 року посол Китаю в Сполучених Штатах Цинь Ґан написав статтю в Washington Post, в якій говорилося, що «конфлікт між Росією та Україною не приносить користі Китаю», що «суверенітет і територіальна цілісність усіх країн, включаючи Україну, повинні бути поважається; законні проблеми безпеки всіх країн повинні сприйматися серйозно», і що «загрози китайським організаціям і підприємствам, висловлені деякими посадовими особами США, є неприйнятними».
У вересні 2023 були вперше введені санкції проти китайських компаній, які ввозили деталі для іранських дронів і літаків.
Під тиском санкцій країн заходу і передусім США, Китайські банки почали обмежувати розрахунки з Росією у грудні 2023 року. З початку 2024 року великі кредитні організації КНР припинили приймати перекази з РФ у юанях. Після цього вони стали блокувати рахунки російським компаніям через те, що їхні юридичні адреси збігаються з адресами організацій, які знаходяться під санкціями. Також банки Китаю посилили перевірки платежів із Туреччини, Індії, ОАЕ та Гонконгу у пошуках «російського сліду».
У квітні 2024 року США посилили експортні санкції проти компаній РФ і Китаю. 17 жовтня міністерство фінансів США ввело санкції проти юридичних і фізичних осіб, причетних до виробництва ударних далекобійних дронів «Гарпія». Це були перші санкції США, запроваджені проти китайських підприємств, які безпосередньо розробляють і виробляють цілі системи озброєнь у партнерстві з російськими фірмами. Ще одні санкційні обмеження проти компаній із КНР були введені у травні.
У грудні стало відомо що КНР відмовляється працювати з банками РФ, що потрапили під нові санкції США.

## Міжнародні реакції та коментарі
Джозеф Торіґіан з Американського університету назвав позицію уряду КНР щодо вторгнення «врівноваженим актом», заявивши, що «обидві країни дотримуються однаково негативних поглядів на роль Америки в Європі та Азії», але що Китай не хоче виставляти свої фінансові інтереси. ризикує підтримати Російську Федерацію, особливо враховуючи, що КНР «намагається зберегти свою репутацію відповідальної зацікавленої сторони». Раян Хасс з Інституту Брукінгса стверджує, що «без Росії, як ми думаємо, Китай був би один, щоб мати справу з ворожим Заходом, сповненим рішучості перешкодити піднесенню Китаю», але що дві країни «не мають ідеально збігаються інтересів. Китай має втратити набагато більше, ніж Росія. Китай вважає себе країною на підйомі, яка має динаміку. Росія, по суті, бореться з хвилями занепаду».
Декілька коментаторів передбачили потенційну роль Китаю як ключового посередника в конфлікті. Ерік Дюшен з Університету Лаваля стверджував, що «стратегічна двозначність з боку Китаю могла б мати сприятливий вплив і допомогти розв'язати гордіїв вузол кризи» і що було б «серйозною помилкою» для країн НАТО протидіяти китайському посередництву.. Зено Леоні з Королівського коледжу Лондона стверджував, що «якщо Китай поведе сторони, залучені до нового миру, це буде великою дипломатичною перемогою Пекіна», оскільки китайський уряд «зможе представити себе як відповідальну велику державу та щоб переконати Захід, що в майбутньому їм, можливо, доведеться покладатися на глобальний вплив Пекіна в той час, коли вплив США падає».
Інші коментатори заявили, що китайська відповідь на вторгнення зіграла певну роль у формуванні відповіді Індії. Танві Мадан з Інституту Брукінгса стверджує, що одна із «завжньополітичних цілей Індії — не дати Росії ще більше зблизитися з Китаєм».
Політики США в кінцевому підсумку вважають Тайвань важливішим для американських інтересів, ніж Україна чи Афганістан, каже один вчений. За словами Джеймса Лі, дослідника Інституту глобальних конфліктів і співробітництва Каліфорнійського університету в Сан-Дієго, Вашингтон вважає Тайвань основним союзником в Азіатсько-Тихоокеанському регіоні, який може допомогти стримати розширення Китаю. Фабріціо Боццато, старший науковий співробітник токійського Інституту океанічної політики Фонду миру Сасакави, сказав, що Тайваню більше ніде шукати підтримки наддержави, якщо Сполучені Штати виявлять слабкість щодо України.